# 基特韦
基特韦，又称基特韦-恩卡纳（Kitwe-Nkana），是赞比亚的第二大城市，铜带省的最大城市，在赞比亚中经济较为发达。位于该国铜矿开采地区铜带中部。基特韦的主要经济活动有采矿业和轻工业（建材、家具和消费商品制造）。

## 友好城市
基特韦的友好城市如下：
- 罗马尼亚巴亚马雷
- 英国英格兰设菲尔德
- 美国密歇根州底特律